# Răuseni
Răuseni est une commune du județ de Botoșani en Roumanie.